# Johann Baptist Bartholotti von Partenfeld

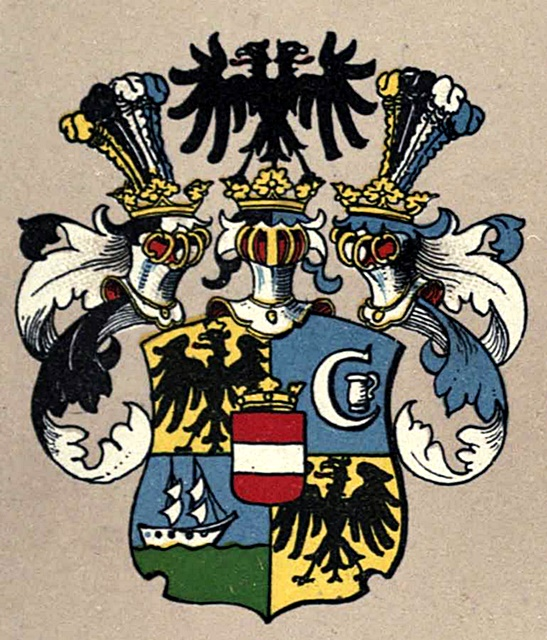
Familienwappen

Johann Baptist Bartholotti von Partenfeld (* 27. Juli 1701, in Wien; † 24. November 1745 in Mannheim) war ein Reichsgraf, Offizier der Kaiserlichen Armee und Hofkammerrat.

## Herkunft und Familie
Er entstammte dem italienisch-österreichischen Adelsgeschlecht Bartholotti und war der Sohn des Johann Baptist Bartholotti von Partenfeld, dem Älteren († 1741) und dessen Gattin Maria Regina geb. von Waffenberg. Der Vater bekleidete das Amt eines Obersalzamtmannes von Niederösterreich, mit Sitz in Wien. Er besaß in der Stadt das Palais Bartolotti-Partenfeld und finanzierte 1701 bis 1703 die Renovierung der neben dem Salzamt liegenden Ruprechtskirche, weshalb er dort eine Gedenkinschrift erhielt. Mit dem Zusammenbruch des Bankhauses Hauzenberger in Wien, verlor der Vater 1736 den Großteil seines Besitzes.

## Leben und Wirken
Der Sohn wurde Soldat, nach verschiedenen Quellen hatte er aber zusätzlich auch noch die Stellung eines Salzamtmannes inne. Er war seit 1734 verheiratet mit der sehr wohlhabenden Freifrau Elisabeth Katharina geb. von Meskó, Tochter des Adam Meskó von Széplak und Enyiczke. Sie lieh Ungarn 1741, anlässlich der Königskrönung Maria Theresias, 100.000 Gulden für das Krönungsgeschenk. Hauptsächlich mit dem Geld seiner Frau stellte Johann Baptist Bartholotti von Partenfeld im Österreichischen Erbfolgekrieg ein Husaren-Freikorps auf. Am 9. November 1742 focht er damit bei Ried gegen kurbayerische Truppen unter General Claude-Louis de Saint-Germain, wobei er unterlag und herbe Verluste erlitt.

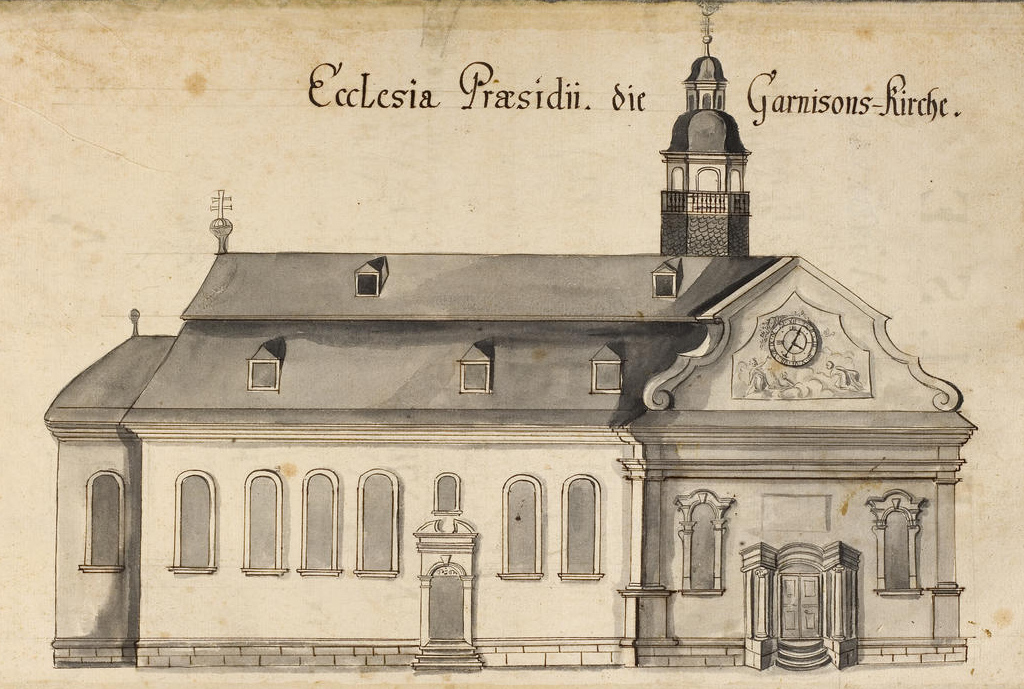
Garnisonskirche Mannheim, Ort der Bestattung

 Später nahm er mit seinem Korps an den Kampfhandlungen an Main und Rhein teil. Als der Oberkommandierende der Panduren, Freiherr Johann Daniel von Menzel, am 25. Juni 1744 auf der Rheininsel beim Kühkopf nahe Stockstadt fiel, übernahm Johann Baptist Bartholotti von Partenfeld am 9. September des Jahres seine Stelle als Obrist und vermehrte die Truppe um drei eigene Husaren-Kompanien. Die Einheit hieß nun „Husarenregiment Bartolotti“ (1746 aufgelöst) und ging später teils im k.u.k. Husarenregiment Nr. 8 und teils im Husarenregiment Nr. 4 auf.
Im Herbst 1745 erkrankte er in seinem Quartier zu Lampertheim und wurde daraufhin in die kurpfälzische Hauptstadt Mannheim verbracht. Dort starb er am 24. November 1745. Laut Grossem vollständigen Universal-Lexicon aller Wissenschafften und Künste (3. Supplement-Band, 1752) setzte man ihn mit „vielem Gepränge“ in der Garnisonskirche Mannheim bei. Dieses Gotteshaus wurde 1780–1782 abgerissen und seine Gruft mit vier überlieferten Bestattungen geriet in Vergessenheit. Beim Bau einer Tiefgarage vor dem Mannheimer Zeughaus stieß man 1979 wieder darauf und barg die Gebeine von vier Personen, worunter auch die von Johann Baptist Bartholotti von Partenfeld gewesen sein dürften.